# Gabriel J. Luque Benites
Gabriel Jose Luque Benites (Guayaquil, marzo de 1818 - ibidem, 15 de marzo de 1892) fue un político ecuatoriano.

## Biografía
Nacido en la ciudad de Guayaquil, hijo del comerciante peruano Esteban Luque Santiago y de la guayaquileña Francisca Benites Franco. Casó en su ciudad natal con su prima hermana panameña Carmen González y Benites  la cual falleció a los 84 años de edad en Guayaquil el 16 de mayo de 1912. Producto de aquel matrimonio nacieron sus hijos Carmen, Rosario y Gabriel Enrique.
Fue presidente de la Municipalidad de Guayaquil y encargado de la Gobernación del Guayas en 1895.
Una calle céntrica de la ciudad justamente en donde vivía fue nombrada en su honor, por haber sido quien la pavimentó cuando ejercía como presidente del Concejo.  Era dueño de la Quinta Carmela en Ciudad Vieja ubicada al oeste de la Calle Rocafuerte o Nueva al norte del primer estero conocido en la colonia como Villamar. Cerca de allí se dice que se ubicaba la casa de las palmeras en donde los que serían próceres de la independencia se reunían para dar forma al ideal de la emancipación.